# Negasi Abreha
Negasi Haylu Abreha (9 mei 2000) is een Ethiopisch wielrenner.

## Carrière
Als junior werd Abreha in 2018 zevende in de tijdrit tijdens de Afrikaanse Jeugdspelen. Twee dagen later werd hij elfde in de door Adriano Azor gewonnen wegwedstrijd.
In 2019 werd Abreha nationaal kampioen op de weg bij de eliterenners, voor Temesgen Buru en Halie Shefa. Een jaar later werd hij opgenomen in de opleidingsploeg van NTT Pro Cycling. Dat jaar nam hij deel aan onder meer de Ronde van Rwanda en de Ronde van de Apennijnen. In zowel 2021 als 2022 nam Abreha namens een selectie van de UCI deel aan de Ronde van de Toekomst. In beide edities eindigde hij op plek 31 in het algemeen klassement. In 2023 werd Abreha prof bij Q36.5 Pro Cycling Team. In maart van dat jaar maakte hij zijn debuut in de World Tour, toen hij mocht starten in de Strade Bianche. In Milaan-San Remo reed hij, samen met acht anderen, meer dan tweehonderd kilometer in de aanval.
Na twee seizoenen bij Q36.5 Pro Cycling Team werd zijn contract niet verlengd,, waarna hij in 2025 de overstap maakte naar het Italiaanse Sam-Vitalcare-Dynatek. Namens die ploeg reed hij enkele wedstrijden Italië en werd hij in juni van dat jaar nationaal kampioen tijdrijden.

## Palmares
2019
 Ethiopisch kampioen op de weg, Elite
2024
 Ethiopisch kampioen op de weg, Elite
 Afrikaanse kampioenschappen wielrennen, gemengde ploegenestafette, elite
2025
 Ethiopisch kampioen tijdrijden, Elite

### Resultaten in voornaamste wedstrijden
|      | \| Jaar \| Milaan-San Remo \| Ronde van Lombardije \| Strade Bianche \| \| ---- \| --------------- \| -------------------- \| -------------- \| \| 2023 \| 169e \| opgave \| 115e \| |                      |                |
| Jaar | Milaan-San Remo | Ronde van Lombardije | Strade Bianche |
| 2023 | 169e | opgave               | 115e           |

## Ploegen
- 2020 –  NTT Continental Cycling Team
- 2021 –  Team Qhubeka
- 2022 –  Team Qhubeka
- 2023 –  Q36.5 Pro Cycling Team
- 2024 –  Q36.5 Pro Cycling Team
- 2025 –  Sam-Vitalcare-Dynatek

Abreha · Badilatti · Bauer · Brambilla · Calzoni · Camprubi · Christen · Colombo · Conca · Davis · Devriendt · Donovan · Fedeli · Hagen · Howson · Ludvigsson · Małecki · Monk · Moschetti · Parisini · Puppio · Rosskopf · Sajnok · Zukowsky · Novák (stagiair)
Abreha · Azparren · Badilatti · Brambilla · Calzoni · Camprubi · Christen · Colombo (vanaf 1/8) · Conca · de la Cruz · Devriendt · Donovan · Fancellu · Frison · Hagen · Howson · Ludvigsson · Małecki · Monk · Moschetti · Nizzolo · Parisini · Rosskopf · Sajnok · Steimle · Townsend · Whelan · Zukowsky · Krijnsen (stagiair) · Sommer (stagiair)